# Reunion (jeu vidéo)
Pour les articles homonymes, voir Reunion.
Reunion, aussi appelé Merit's Galactic Reunion, est un jeu vidéo de stratégie en temps réel qui se déroule dans un univers de science-fiction. Créé par le studio Amnesty Design, il a été publié en 1994, en Europe par Grandslam Entertainment et aux États-Unis par Merit Studios.

## Synopsis
Les problèmes écologiques que la Terre connaît à la fin du XXe siècle croissent durant plusieurs décennies ; en 2048, les radiations atteignent un seuil dangereux. À la fin du XXIe siècle, les différentes nations parviennent à coopérer pleinement dans le cadre des Nations unies. Une longue période de paix, de prospérité, et de progrès s'ensuit.
En 2563, l'invention d'un système de propulsion qui s'affranchit des règles énoncées par Einstein rend possible les voyages stellaires « rapides ». L'exploration des systèmes voisins commence.
En 2575, deux vaisseaux d'exploration scientifique partent de notre planète : « Explorer-1 » enverra un message de détresse en 2589, puis ne donnera plus de nouvelles ; « Explorer-2 » reviendra sur Terre en 2615 pour présenter les résultats de son voyage.
En 2616, une étrange rébellion éclate sur Terre et se transforme en conflit sanglant. Explorer-2 part en urgence ; plusieurs incidents endommagent le vaisseau et tuent plusieurs membres d'équipage. En 2621, les survivants fondent la Nouvelle-Terre, une colonie dans le système solaire d'Amnesty.
En 2927, la Nouvelle-Terre compte une population active, vivant dans la paix. L'administration décide de se relancer dans la course aux étoiles, de retrouver l'ancienne Terre, et de réunir la colonie à sa planète d'origine...

## Système de jeu
Le joueur incarne le président de la Nouvelle-Terre ; son objectif est de réussir une réunion avec la Terre. Certains événements surviennent selon un calendrier précis, et peuvent dépendre de l'avancement du joueur dans la partie.
Le joueur sera assisté de quatre conseillers pour superviser la flotte spatiale, le développement des colonies, les batailles, la recherche. Il y a trois conseillers disponibles pour chaque domaine, chacun ayant des exigences salariales variables en fonction de ses compétences. Le joueur peut améliorer le niveau de ses conseillers en les envoyant en formation.
Les structures des colonies permettent d'améliorer la productivité, l'habitabilité, les capacités militaires, etc. Les ressources sont extraites soit dans des mines, soit par des derricks.
La science est divisée en quatre domaines : mathématiques, physique, électronique, intelligence artificielle. Les recherches ne peuvent commencer que si le conseiller scientifique dispose des compétences suffisantes.
L'exploration spatiale permet de conquérir les étoiles et de rencontrer de nouvelles espèces intelligentes, certaines hostiles, d'autres amicales. Ces rencontres permettent d'obtenir des avancées technologiques et de recueillir des informations au sujet de l'ancienne Terre.

## Accueil
| Reunion       |      |       |
| Média         | Pays | Notes |
| Amiga Power   | US   | 81 %  |
| Amiga Format  | US   | 68 %  |
| CU Amiga      | US   | 80 %  |
| The One Amiga | US   | 80 %  |
| Gen4          | FR   | 81 %  |
| Joystick      | FR   | 86 %  |